# Route nationale 687
Die Route nationale 687, kurz N 687 oder RN 687, war eine französische Nationalstraße, die von 1933 bis 1973 zwischen Saint-Pourçain-sur-Sioule und Tauves verlief. Ihre Länge betrug 141 Kilometer.